# Hawayo Takata
Hawayo Takata (* 24. Dezember 1900 in Hanamaulu auf Kauai, Hawaii; † 12. Dezember 1980) war eine US-amerikanische Heilpraktikerin. Sie war die erste Reiki-Meisterin außerhalb von Japan. Durch sie wurde Reiki im Westen verbreitet.

## Leben
Hawayo Takata wurde als Hawayo Kawamura (häufig auch Kawamuru) am Heiligabend des Jahres 1900 auf der Blumeninsel Kauai von Hawaii als drittes Kind japanischer Einwanderer in Hanamaulu geboren. Sie lebte und arbeitete später in Kealia. Am 10. März 1917 heiratete sie dort den japanischen Buchhalter Saichi Takata, der später in Kealia als erster Asiate zum Leiter des Amtes für soziale Angelegenheiten ernannt wurde.
Nach mündlichen Überlieferungen starb ihr Ehemann 1930 an Lungenkrebs. Hawayo Takata sei als Witwe mit zwei Kindern zurückgeblieben. Sie habe sehr hart gearbeitet, um ihre Familie finanziell versorgen zu können. Im Alter von noch nicht 35 Jahren sei ihr Gesundheitszustand alarmierend gewesen. Sie gibt an, einen Nervenzusammenbruch und einen sehr schmerzhaften Tumor in der Gebärmutter gehabt zu haben, der operiert hätte werden müssen. Wegen eines Emphysems habe sie aber keine Betäubung erhalten dürfen.
Sie sei 1935 nach Japan gereist, um ihren dort weilenden Eltern die Nachricht vom Tod ihrer Schwester persönlich zu überbringen. Auch habe sie die Asche ihres verstorbenen Mannes bei sich gehabt, um ihn im Tempel von Ōtani zu beerdigen.
Bei dieser Gelegenheit habe sie auch die Maeda-Klinik in Tokio aufgesucht, in der auch ihr verstorbener Mann behandelt worden sei. Dort – so die Legende – diagnostizierte man einen Tumor, Gallensteine und eine Blinddarmentzündung. Bereits auf dem Operationstisch liegend, habe sie sich aber, geleitet von einer Stimme, kurzfristig gegen die geplante Operation entschieden.

## Wirken
Über die Schwester des Chirurgen, die selbst in Hayashis Klinik mit Reiki behandelt worden sein soll, habe sie Hayashis Reiki-Klinik gefunden, Shina No Machi. Takata habe daraufhin täglich in der Reiki-Klinik von Chujiro Hayashi Reiki-Behandlungen bekommen. Vier Monate später sei sie vollständig geheilt gewesen und wollte selbst Reiki geben können.
Obwohl es äußerst ungewöhnlich war, dass eine Ausländerin in Reiki eingeweiht wurde, erhielt sie von Chujiro Hayashi ihre erste Reiki-Einweihung. Sie lernte und arbeitete ein Jahr in der Reiki-Klinik von Hayashi. 1936 kurz vor ihrer Rückkehr nach Hawaii erhielt sie die Reiki-Einweihung in den zweiten Grad.
Im Oktober 1936 eröffnete Hawayo Takata ihre Reiki-Praxis in Kapaʻa. 1938 wurde Takata von Hayashi zur Reiki-Meisterin eingeweiht. Hayashi besuchte sie für mehrere Monate und unterstützte sie beim Verbreiten von Reiki in Hawaii, indem sie gemeinsam in Honolulu Vorträge hielten und unterrichteten. Kurz vor seiner Rückkehr nach Japan im Februar 1938 erklärte er Hawayo Takata öffentlich zu seiner Nachfolgerin.
Nachdem Takata am College für nicht-medikamentöse Medizin in Chicago ihr Wissen erweitert hatte, eröffnete sie 1939 eine Praxis in Honolulu. Durch ein Missverständnis wurde ihr ein geeignetes Haus in Hilo angeboten. Dort eröffnete sie ihr Reiki-Zentrum.
Nach dem Zweiten Weltkrieg praktizierte Hawayo Takata Reiki weiter in Hawaii und reiste gelegentlich zu den benachbarten Inseln und auf das amerikanische Festland, um Reiki zu lehren und Vorträge zu halten.
Am 12. Dezember 1980 starb Hawayo Takata. Ihr Grab befindet sich in einer buddhistischen Kirche in Hilo.

## Ihre Reiki-Meister
Hawayo Takata wurde nach ihren Aussagen 1938 als Reiki-Meisterin eingeweiht. Über ihren Meister Usui Mikao liegen keine gesicherten biographischen Daten vor. Der größte Teil der auffindbaren Angaben über sein Leben sind Berichte von Takata selbst. Usui war bereits gestorben, als Takata in den 1930er Jahren seine Lehre in Japan kennengelernt haben will. Bis zu ihrem Tod im Jahre 1980 soll sie selbst 22 Reiki-Meister ausgebildet haben. Diese weihten in der nachfolgenden Zeit andere Meister ein und sorgten so für die weitere Verbreitung.